# Чемпіонат Польщі з хокею 1993—1994
Чемпіонат Польщі з хокею 1994 — 59-ий чемпіонат Польщі з хокею, чемпіоном став клуб Подгале (Новий Тарг).

## Фінальний раунд
| М  | Команда              | І  | В  | Н | П  | Ш       | О  |
| -- | -------------------- | -- | -- | - | -- | ------- | -- |
| 1. | Подгале (Новий Тарг) | 30 | 29 | 1 | 0  | 213:57  | 59 |
| 2. | Унія (Освенцім)      | 30 | 18 | 2 | 10 | 141:88  | 38 |
| 3. | Напшуд Янув          | 30 | 17 | 1 | 12 | 129:108 | 35 |
| 4. | Полонія Битом        | 30 | 14 | 0 | 16 | 96:141  | 28 |

Скорочення: М = підсумкове місце, І = ігри, В = перемоги, Н = нічиї, П = поразки, Ш = закинуті та пропущені шайби, О = набрані очки

## Кваліфікаційний раунд
| М   | Команда               | І  | В  | Н | П  | Ш       | О  |
| --- | --------------------- | -- | -- | - | -- | ------- | -- |
| 5.  | ГКС Катовіце          | 28 | 14 | 2 | 12 | 138:95  | 30 |
| 6.  | ГКС Тихи              | 28 | 12 | 4 | 12 | 90:75   | 28 |
| 7.  | КХ Сянок              | 28 | 11 | 6 | 11 | 85:93   | 28 |
| 8.  | КС Торунь             | 28 | 10 | 3 | 15 | 125:131 | 23 |
| 9.  | Краковія Краків       | 28 | 6  | 3 | 19 | 60:116  | 15 |
| 10. | Сточньовець (Гданськ) | 28 | 2  | 0 | 26 | 55:228  | 4  |

Скорочення: М = підсумкове місце, І = ігри, В = перемоги, Н = нічиї, П = поразки, Ш = закинуті та пропущені шайби, О = набрані очки

## Плей-оф

### Чвертьфінали
- Полонія Битом — ГКС Катовіце 1:3 (3:2, 3:10, 4:7, 2:4)
- Унія (Освенцім) — КХ Сянок 3:2 (4:5, 8:2, 5:3, 4:5, 4:1)
- Напшуд Янув — ГКС Тихи 3:1 (5:0, 3:4, 4:3, 3:1)
- Подгале (Новий Тарг) — КС Торунь 3:1 (1:2, 10:6, 15:1, 5:3)

### Півфінали
- Подгале (Новий Тарг) — ГКС Катовіце 4:0 (4:3, 5:2, 5:2, 8:5)
- Унія (Освенцім) — Напшуд Янув 4:3 (3:6, 3:2, 8:2, 4:3, 1:2, 1:5, 4:1)

### Матч за 3 місце
- ГКС Катовіце — Напшуд Янув 4:0 (6:2, 5:3, 5:4, 7:6)

### Фінал
- Подгале (Новий Тарг) — Унія (Освенцім) 4:0 (2:0, 10:3, 9:1, 7:3)

## Другий кваліфікаційний раунд
| М   | Команда               | І  | В | Н | П | Ш     | О  |
| --- | --------------------- | -- | - | - | - | ----- | -- |
| 5.  | ГКС Тихи              | 10 | 9 | 0 | 1 | 56:24 | 18 |
| 6.  | КС Торунь             | 10 | 7 | 0 | 3 | 46:33 | 14 |
| 7.  | КХ Сянок              | 10 | 5 | 1 | 4 | 45:31 | 11 |
| 8.  | Полонія Битом         | 10 | 4 | 1 | 5 | 38:45 | 9  |
| 9.  | Краковія Краків       | 10 | 4 | 0 | 6 | 36:38 | 8  |
| 10. | Сточньовець (Гданськ) | 10 | 1 | 0 | 9 | 17:53 | 2  |

Скорочення: М = підсумкове місце, І = ігри, В = перемоги, Н = нічиї, П = поразки, Ш = закинуті та пропущені шайби, О = набрані очки

## Найкращий гравець
Найкращим гравцем був визнаний Марек Баткевич Подгале (Новий Тарг). 

## Кваліфікаційні матчі
- Сточньовець (Гданськ) — БТХ «Бидгощ» 2:2, 3:1